# 聖盧西亞國家足球隊
聖盧西亞國家足球代表隊是聖盧西亞的國家足球代表隊，由聖盧西亞足球協會管理，現時屬於國際足協及中北美洲及加勒比海足球協會成員國之一。聖盧西亞至今仍未參加過任何國際大賽的決賽週，無論在世界盃及美洲金盃外圍賽階段從未取得過出線資格。

## 歷史
聖盧西亞於1979年宣佈獨立，1986年加入中北美洲及加勒比海足球協會，1988年加入國際足協。聖盧西亞於1994年國際足協世界盃外圍賽首次參賽，在首輪外圍賽遇上聖文森特和格林納丁斯，1992年3月22日聖盧西亞以1比0擊敗對手，然而作客以1比3被淘汰出局。
聖盧西亞經歷1998年及2002年國際足協世界盃外圍賽都無法擊敗對手出線，在2006年國際足協世界盃外圍賽遇上英屬維爾京群島，兩回合以10比0大勝獲得出線，然而次階段被巴拿馬兩回合以0比7被淘汰出局。
在2014年國際足協世界盃外圍賽，聖盧西亞在首輪外圍賽對阿魯巴，首回合不敵阿魯巴以2比4；次回合則以4比2勝出，進入互射十二碼階段聖盧西亞以5比4出線。在第二輪外圍賽中，聖盧西亞被分在D組，與加拿大、聖基茨和尼維斯以及波多黎各同組。然而聖盧西亞在小組賽中表現不佳，以1分（1和5負）的成績在小組中垫底，從世界盃外圍賽中被淘汰出局。
聖盧西亞足球總會在2012年與英格蘭球會卡素爾建立合作關係，合作包括每年有四名聖盧西亞球員有機會到卡素爾進行試訓，同時卡素爾享有優先選擇權購買球員專業合同。
在2022年國際足協世界盃外圍賽，聖盧西亞賽前宣布退出，原先他們被分在第一輪的E組。

## 大賽成績

### 國際足協世界盃
| 年份   | 成績                  | 外圍賽紀錄            | 外圍賽紀錄            | 外圍賽紀錄            | 外圍賽紀錄            | 外圍賽紀錄            | 外圍賽紀錄            |      |
| 年份   | 成績                  | 賽                    | 勝                    | 和                    | 負                    | 入球                  | 失球                  |      |
| ------ | --------------------- | --------------------- | --------------------- | --------------------- | --------------------- | --------------------- | --------------------- | ---- |
| 1930年 | 當時仍屬於 英国一部分 | 當時仍屬於 英国一部分 | 當時仍屬於 英国一部分 | 當時仍屬於 英国一部分 | 當時仍屬於 英国一部分 | 當時仍屬於 英国一部分 | 當時仍屬於 英国一部分 |      |
| 1934年 | 當時仍屬於 英国一部分 | 當時仍屬於 英国一部分 | 當時仍屬於 英国一部分 | 當時仍屬於 英国一部分 | 當時仍屬於 英国一部分 | 當時仍屬於 英国一部分 | 當時仍屬於 英国一部分 |      |
| 1938年 | 當時仍屬於 英国一部分 | 當時仍屬於 英国一部分 | 當時仍屬於 英国一部分 | 當時仍屬於 英国一部分 | 當時仍屬於 英国一部分 | 當時仍屬於 英国一部分 | 當時仍屬於 英国一部分 |      |
| 1950年 | 當時仍屬於 英国一部分 | 當時仍屬於 英国一部分 | 當時仍屬於 英国一部分 | 當時仍屬於 英国一部分 | 當時仍屬於 英国一部分 | 當時仍屬於 英国一部分 | 當時仍屬於 英国一部分 |      |
| 1954年 | 當時仍屬於 英国一部分 | 當時仍屬於 英国一部分 | 當時仍屬於 英国一部分 | 當時仍屬於 英国一部分 | 當時仍屬於 英国一部分 | 當時仍屬於 英国一部分 | 當時仍屬於 英国一部分 |      |
| 1958年 | 當時仍屬於 英国一部分 | 當時仍屬於 英国一部分 | 當時仍屬於 英国一部分 | 當時仍屬於 英国一部分 | 當時仍屬於 英国一部分 | 當時仍屬於 英国一部分 | 當時仍屬於 英国一部分 |      |
| 1962年 | 當時仍屬於 英国一部分 | 當時仍屬於 英国一部分 | 當時仍屬於 英国一部分 | 當時仍屬於 英国一部分 | 當時仍屬於 英国一部分 | 當時仍屬於 英国一部分 | 當時仍屬於 英国一部分 |      |
| 1966年 | 當時仍屬於 英国一部分 | 當時仍屬於 英国一部分 | 當時仍屬於 英国一部分 | 當時仍屬於 英国一部分 | 當時仍屬於 英国一部分 | 當時仍屬於 英国一部分 | 當時仍屬於 英国一部分 |      |
| 1970年 | 當時仍屬於 英国一部分 | 當時仍屬於 英国一部分 | 當時仍屬於 英国一部分 | 當時仍屬於 英国一部分 | 當時仍屬於 英国一部分 | 當時仍屬於 英国一部分 | 當時仍屬於 英国一部分 |      |
| 1974年 | 當時仍屬於 英国一部分 | 當時仍屬於 英国一部分 | 當時仍屬於 英国一部分 | 當時仍屬於 英国一部分 | 當時仍屬於 英国一部分 | 當時仍屬於 英国一部分 | 當時仍屬於 英国一部分 |      |
| 1978年 | 當時仍屬於 英国一部分 | 當時仍屬於 英国一部分 | 當時仍屬於 英国一部分 | 當時仍屬於 英国一部分 | 當時仍屬於 英国一部分 | 當時仍屬於 英国一部分 | 當時仍屬於 英国一部分 |      |
| 1982年 | 沒有參與              | 沒有參與              | 沒有參與              | 沒有參與              | 沒有參與              | 沒有參與              | 沒有參與              |      |
| 1986年 | 沒有參與              | 沒有參與              | 沒有參與              | 沒有參與              | 沒有參與              | 沒有參與              | 沒有參與              |      |
| 1990年 | 沒有參與              | 沒有參與              | 沒有參與              | 沒有參與              | 沒有參與              | 沒有參與              | 沒有參與              |      |
| 1994年 | 外圍賽出局            | 2                     | 1                     | 0                     | 1                     | 2                     | 3                     |      |
| 1998年 | 外圍賽出局            | 2                     | 0                     | 0                     | 2                     | 1                     | 6                     |      |
| 2002年 | 外圍賽出局            | 2                     | 1                     | 0                     | 1                     | 1                     | 1                     |      |
| 2006年 | 外圍賽出局            | 4                     | 2                     | 0                     | 2                     | 10                    | 7                     |      |
| 2010年 | 外圍賽出局            | 4                     | 1                     | 0                     | 3                     | 4                     | 11                    |      |
| 2014年 | 外圍賽出局            | 8                     | 1                     | 1                     | 6                     | 10                    | 29                    |      |
| 2018年 | 外圍賽出局            | 2                     | 1                     | 0                     | 1                     | 4                     | 5                     |      |
| 2022年 | 退出                  | 退出                  | 退出                  | 退出                  | 退出                  | 退出                  | 退出                  | 退出 |
| 總結   | 總結                  | 24                    | 7                     | 1                     | 16                    | 32                    | 62                    |      |

### 美洲金盃
| 年份   | 成績             | 外圍賽紀錄       | 外圍賽紀錄       | 外圍賽紀錄       | 外圍賽紀錄       | 外圍賽紀錄       | 外圍賽紀錄       |
| 年份   | 成績             | 賽               | 勝               | 和               | 負               | 入球             | 失球             |
| ------ | ---------------- | ---------------- | ---------------- | ---------------- | ---------------- | ---------------- | ---------------- |
| 1991年 | 沒有取得出線資格 | 沒有取得出線資格 | 沒有取得出線資格 | 沒有取得出線資格 | 沒有取得出線資格 | 沒有取得出線資格 | 沒有取得出線資格 |
| 1993年 | 沒有取得出線資格 | 沒有取得出線資格 | 沒有取得出線資格 | 沒有取得出線資格 | 沒有取得出線資格 | 沒有取得出線資格 | 沒有取得出線資格 |
| 1996年 | 沒有取得出線資格 | 沒有取得出線資格 | 沒有取得出線資格 | 沒有取得出線資格 | 沒有取得出線資格 | 沒有取得出線資格 | 沒有取得出線資格 |
| 1998年 | 沒有取得出線資格 | 沒有取得出線資格 | 沒有取得出線資格 | 沒有取得出線資格 | 沒有取得出線資格 | 沒有取得出線資格 | 沒有取得出線資格 |
| 2000年 | 沒有取得出線資格 | 沒有取得出線資格 | 沒有取得出線資格 | 沒有取得出線資格 | 沒有取得出線資格 | 沒有取得出線資格 | 沒有取得出線資格 |
| 2002年 | 沒有取得出線資格 | 沒有取得出線資格 | 沒有取得出線資格 | 沒有取得出線資格 | 沒有取得出線資格 | 沒有取得出線資格 | 沒有取得出線資格 |
| 2003年 | 沒有取得出線資格 | 沒有取得出線資格 | 沒有取得出線資格 | 沒有取得出線資格 | 沒有取得出線資格 | 沒有取得出線資格 | 沒有取得出線資格 |
| 2005年 | 沒有取得出線資格 | 沒有取得出線資格 | 沒有取得出線資格 | 沒有取得出線資格 | 沒有取得出線資格 | 沒有取得出線資格 | 沒有取得出線資格 |
| 2007年 | 沒有取得出線資格 | 沒有取得出線資格 | 沒有取得出線資格 | 沒有取得出線資格 | 沒有取得出線資格 | 沒有取得出線資格 | 沒有取得出線資格 |
| 2009年 | 沒有參加         | 沒有參加         | 沒有參加         | 沒有參加         | 沒有參加         | 沒有參加         | 沒有參加         |
| 2011年 | 沒有取得出線資格 | 沒有取得出線資格 | 沒有取得出線資格 | 沒有取得出線資格 | 沒有取得出線資格 | 沒有取得出線資格 | 沒有取得出線資格 |
| 2013年 | 沒有取得出線資格 | 沒有取得出線資格 | 沒有取得出線資格 | 沒有取得出線資格 | 沒有取得出線資格 | 沒有取得出線資格 | 沒有取得出線資格 |
| 2015年 | 沒有取得出線資格 | 沒有取得出線資格 | 沒有取得出線資格 | 沒有取得出線資格 | 沒有取得出線資格 | 沒有取得出線資格 | 沒有取得出線資格 |
| 2017年 | 沒有取得出線資格 | 沒有取得出線資格 | 沒有取得出線資格 | 沒有取得出線資格 | 沒有取得出線資格 | 沒有取得出線資格 | 沒有取得出線資格 |
| 2019年 | 沒有取得出線資格 | 沒有取得出線資格 | 沒有取得出線資格 | 沒有取得出線資格 | 沒有取得出線資格 | 沒有取得出線資格 | 沒有取得出線資格 |
| 2021年 | 沒有取得出線資格 | 沒有取得出線資格 | 沒有取得出線資格 | 沒有取得出線資格 | 沒有取得出線資格 | 沒有取得出線資格 | 沒有取得出線資格 |
| 2023年 | 沒有取得出線資格 | 沒有取得出線資格 | 沒有取得出線資格 | 沒有取得出線資格 | 沒有取得出線資格 | 沒有取得出線資格 | 沒有取得出線資格 |
| 總數   | 0/17             | 0                | 0                | 0                | 0                | 0                | 0                |

### 中北美洲及加勒比海國家聯賽
| 賽季    | 等級 | 小組 | 賽 | 勝 | 和 | 負 | 入球 | 失球 | 賽後升/降 | 排名 |
| ------- | ---- | ---- | -- | -- | -- | -- | ---- | ---- | --------- | ---- |
| 2019−20 | B    | B    | 6  | 1  | 1  | 4  | 2    | 10   | Fall      | 26th |
| 2022–23 | C    | C    | 4  | 4  | 0  | 0  | 8    | 2    | Rise      | 30th |
| 總數    | 總數 | 總數 | 10 | 5  | 1  | 4  | 10   | 12   | 26th      | 26th |

### 加勒比海盃
| 年份   | 成績       | 排名       | 賽         | 勝         | 和         | 負         | 入球       | 失球       |            |
| ------ | ---------- | ---------- | ---------- | ---------- | ---------- | ---------- | ---------- | ---------- | ---------- |
| 1989年 | 外圍賽出局 | 外圍賽出局 | 外圍賽出局 | 外圍賽出局 | 外圍賽出局 | 外圍賽出局 | 外圍賽出局 | 外圍賽出局 |            |
| 1990年 | 外圍賽出局 | 外圍賽出局 | 外圍賽出局 | 外圍賽出局 | 外圍賽出局 | 外圍賽出局 | 外圍賽出局 | 外圍賽出局 |            |
| 1991年 | 季軍       | 3rd        | 7          | 4          | 2          | 1          | 15         | 4          |            |
| 1992年 | 外圍賽出局 | 外圍賽出局 | 外圍賽出局 | 外圍賽出局 | 外圍賽出局 | 外圍賽出局 | 外圍賽出局 | 外圍賽出局 |            |
| 1993年 | 小組賽     | 8th        | 3          | 0          | 1          | 2          | 3          | 7          |            |
| 1994年 | 沒有參與   | 沒有參與   | 沒有參與   | 沒有參與   | 沒有參與   | 沒有參與   | 沒有參與   | 沒有參與   |            |
| 1995年 | 小組賽     | 8th        | 3          | 0          | 0          | 3          | 1          | 9          |            |
| 1996年 | 外圍賽出局 | 外圍賽出局 | 外圍賽出局 | 外圍賽出局 | 外圍賽出局 | 外圍賽出局 | 外圍賽出局 | 外圍賽出局 |            |
| 1997年 | 外圍賽出局 | 外圍賽出局 | 外圍賽出局 | 外圍賽出局 | 外圍賽出局 | 外圍賽出局 | 外圍賽出局 | 外圍賽出局 |            |
| 1998年 | 外圍賽出局 | 外圍賽出局 | 外圍賽出局 | 外圍賽出局 | 外圍賽出局 | 外圍賽出局 | 外圍賽出局 | 外圍賽出局 |            |
| 1999年 | 外圍賽出局 | 外圍賽出局 | 外圍賽出局 | 外圍賽出局 | 外圍賽出局 | 外圍賽出局 | 外圍賽出局 | 外圍賽出局 |            |
| 2001年 | 外圍賽出局 | 外圍賽出局 | 外圍賽出局 | 外圍賽出局 | 外圍賽出局 | 外圍賽出局 | 外圍賽出局 | 外圍賽出局 |            |
| 2005年 | 外圍賽出局 | 外圍賽出局 | 外圍賽出局 | 外圍賽出局 | 外圍賽出局 | 外圍賽出局 | 外圍賽出局 | 外圍賽出局 |            |
| 2007年 | 外圍賽出局 | 外圍賽出局 | 外圍賽出局 | 外圍賽出局 | 外圍賽出局 | 外圍賽出局 | 外圍賽出局 | 外圍賽出局 |            |
| 2008年 | 退出       | 退出       | 退出       | 退出       | 退出       | 退出       | 退出       | 退出       |            |
| 2010年 | 外圍賽出局 | 外圍賽出局 | 外圍賽出局 | 外圍賽出局 | 外圍賽出局 | 外圍賽出局 | 外圍賽出局 | 外圍賽出局 | 外圍賽出局 |
| 2012年 | 外圍賽出局 | 外圍賽出局 | 外圍賽出局 | 外圍賽出局 | 外圍賽出局 | 外圍賽出局 | 外圍賽出局 | 外圍賽出局 | 外圍賽出局 |
| 2014年 | 外圍賽出局 | 外圍賽出局 | 外圍賽出局 | 外圍賽出局 | 外圍賽出局 | 外圍賽出局 | 外圍賽出局 | 外圍賽出局 | 外圍賽出局 |
| 2017年 | 沒有參與   | 沒有參與   | 沒有參與   | 沒有參與   | 沒有參與   | 沒有參與   | 沒有參與   | 沒有參與   | 沒有參與   |
| 總數   | 季軍       | 3/19       | 13         | 4          | 3          | 6          | 19         | 20         |            |

## 外部鏈接
- 官方网站